# Halichoeres pardaleocephalus
Halichoeres pardaleocephalus es una especie de peces de la familia Labridae en el orden de los Perciformes.

## Morfología
Los machos pueden llegar alcanzar los 11,2 cm de longitud total.

## Distribución geográfica
Se encuentra desde Bali y Sumatra (Indonesia) hasta la India.